# Залісся (Іване-Пустенська сільська громада)
Залі́сся — село в Україні, у Іване-Пустенській сільській громаді Чортківського району Тернопільської області. Розташоване на правому березі річки Збруч, на сході району. 
До 2020 центр Заліської сільської ради. Населення — 957 осіб (2002).

## Географія
Село розташоване на відстані 367 км від Києва, 109 км — від обласного центру міста Тернополя та 20 км від  міста Борщів.

## Історія
На території села проводились розкопки поселення VI—VII до н. е. (епоха неоліту). Були винайдені наконечники стріл, посуд, прикраси, які експонуються в Національному музеї історії України. Також поблизу села виявлено археолічні пам'ятки західно-подільської групи скіфського часу, черняхівської культури та римські монети.
Діяли товариства «Просвіта», «Сокіл», «Сільський господар», кооператива. Під час І світової війни населення евакуйоване.

## Населення
За переписом населення України 2001 року в селі мешкали 944 особи.

### Мова
Розподіл населення за рідною мовою за даними перепису 2001 року:
| Мова       | Відсоток |
| ---------- | -------- |
| українська | 99,25 %  |
| молдовська | 0,32 %   |
| російська  | 0,32 %   |

## Пам'ятки
Є кам'яна церква Преображення Господнього (1835), костел, дві каплички.

### Пам'ятки природи
На територія села є печера, пам'ятка природи — липа (1848)
Село межує з національним природним парком «Подільські Товтри».
Споруджено:
- пам'ятник полеглим у німецько-радянській війні воїнам-односельцям (1968)
- встановлено три хрести на честь пам'ятних подій
- насипана могила воякам УПА.

## Етнографія
У Заліссі поширений народний промисел — ткацтво.

## Соціальна сфера
Діють загальноосвітня школа І-ІІ ступенів, клуб, бібліотека, ФАП.

## Відомі люди

### У селі народилися
- лікарі М. Коновальчук, О., П. Кочмарі та В. Тодорів
- науковець В. Лотоцький
- І. Недокус
- А. Стоницький
- громадський діяч отець М. Сваричевський.
- Чубей Дмитро Михайлович — голова виконавчого комітету Золотопотіцької районної ради депутатів трудящих Тернопільської області. Депутат Верховної Ради СРСР 2-го скликання.

## Світлини

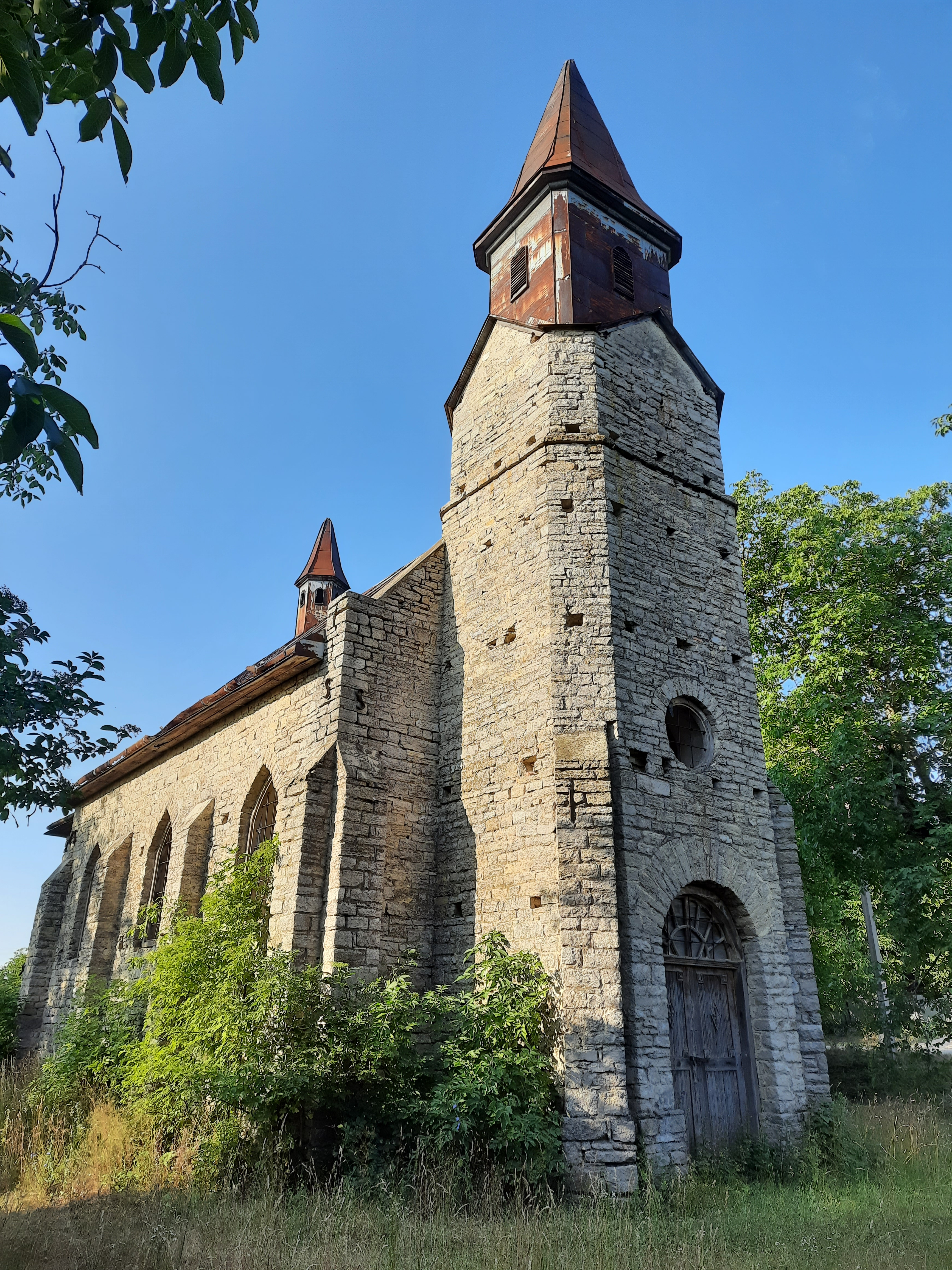
Костел 1922 р
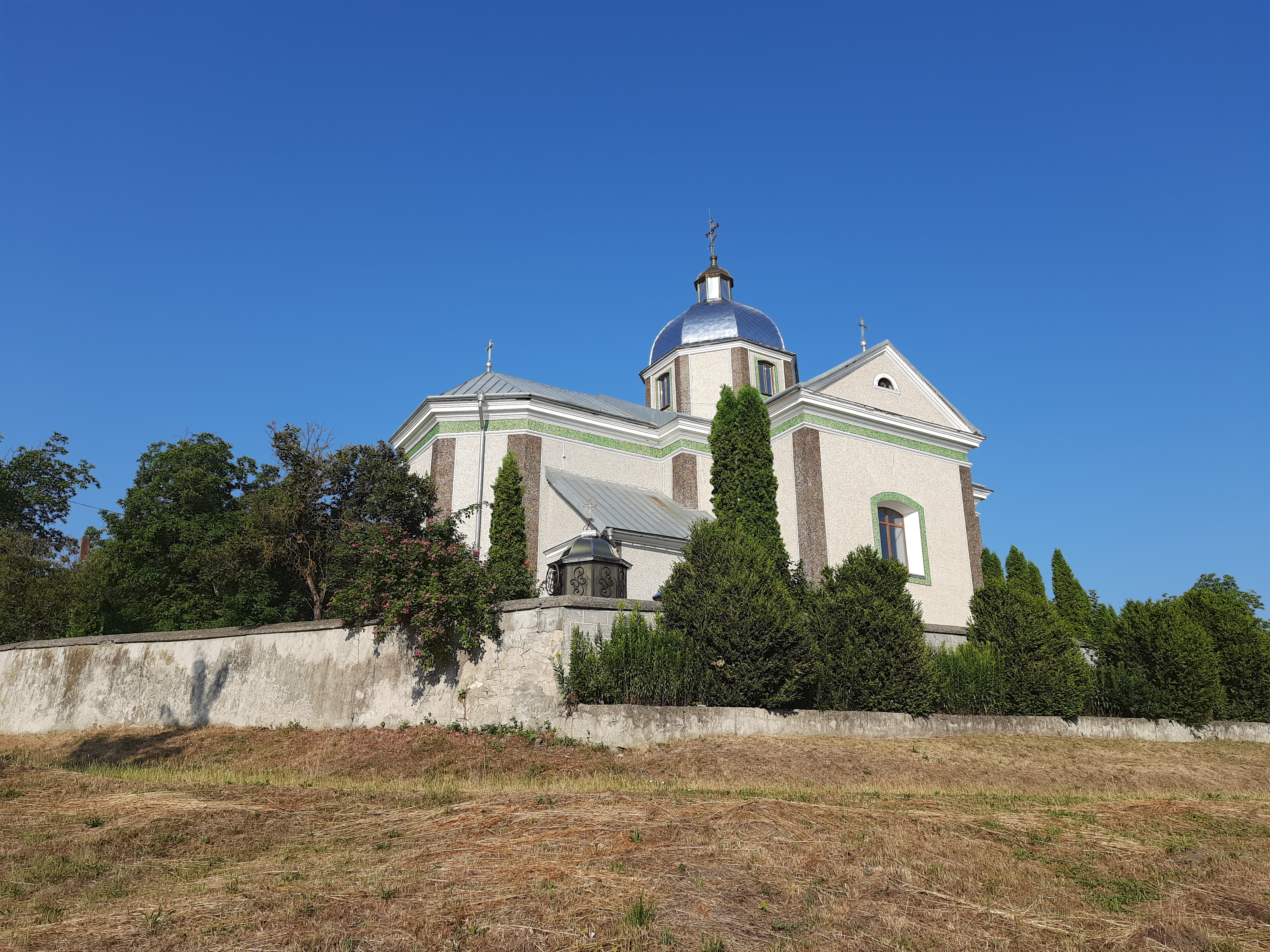
Церква Преображення Ісуса Христа (1835)
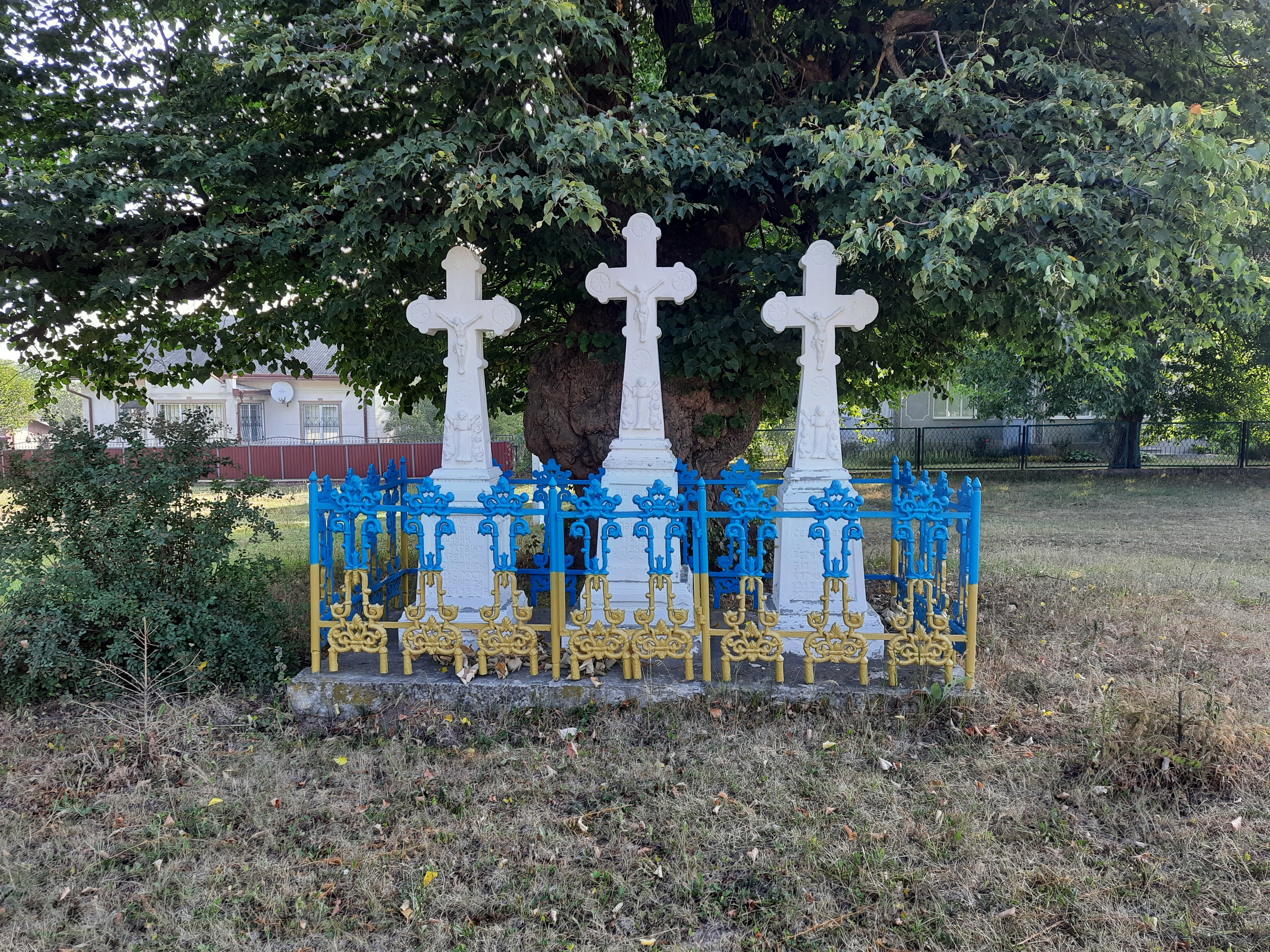
Пам'ятні хрести
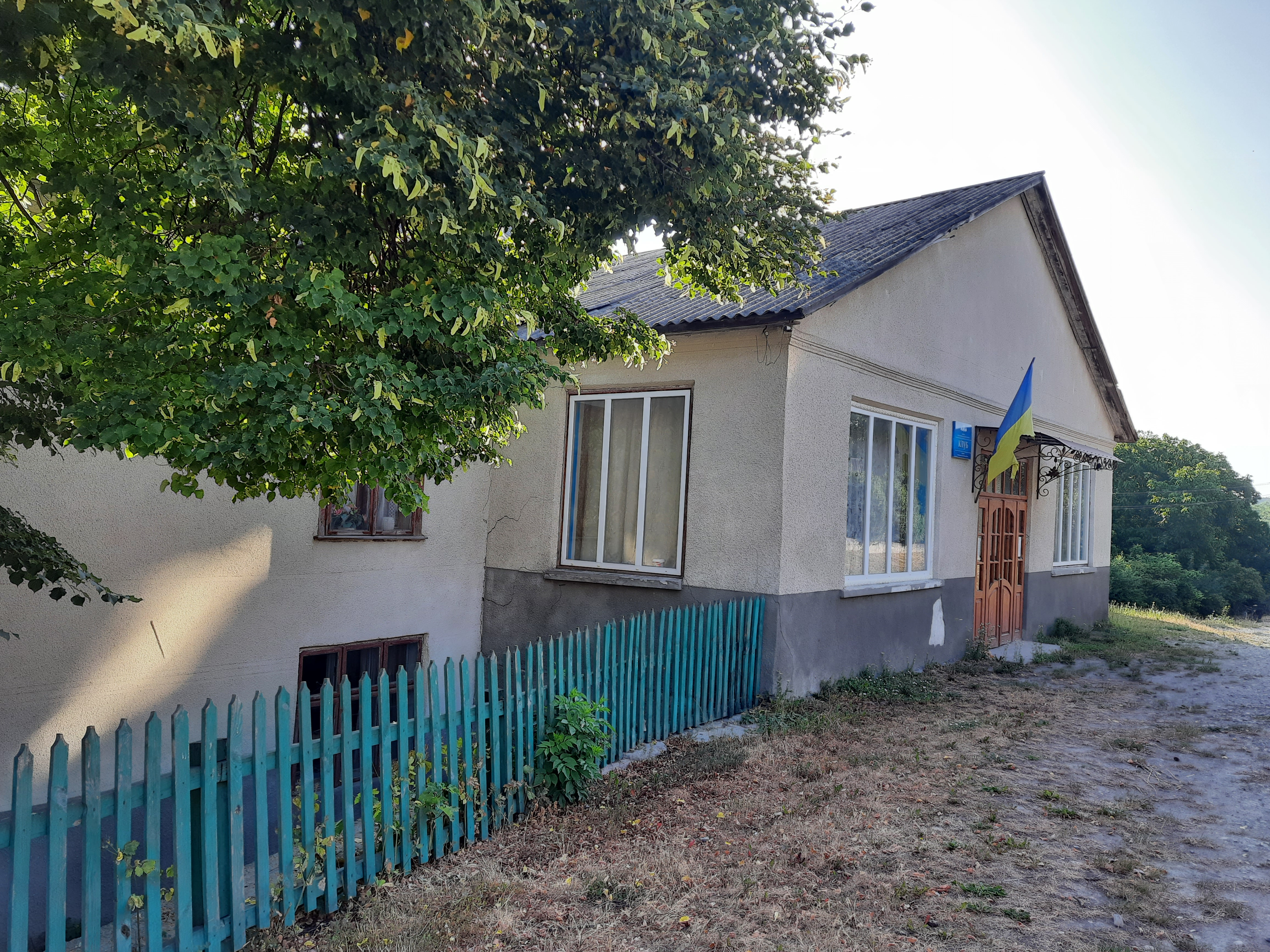
Клуб
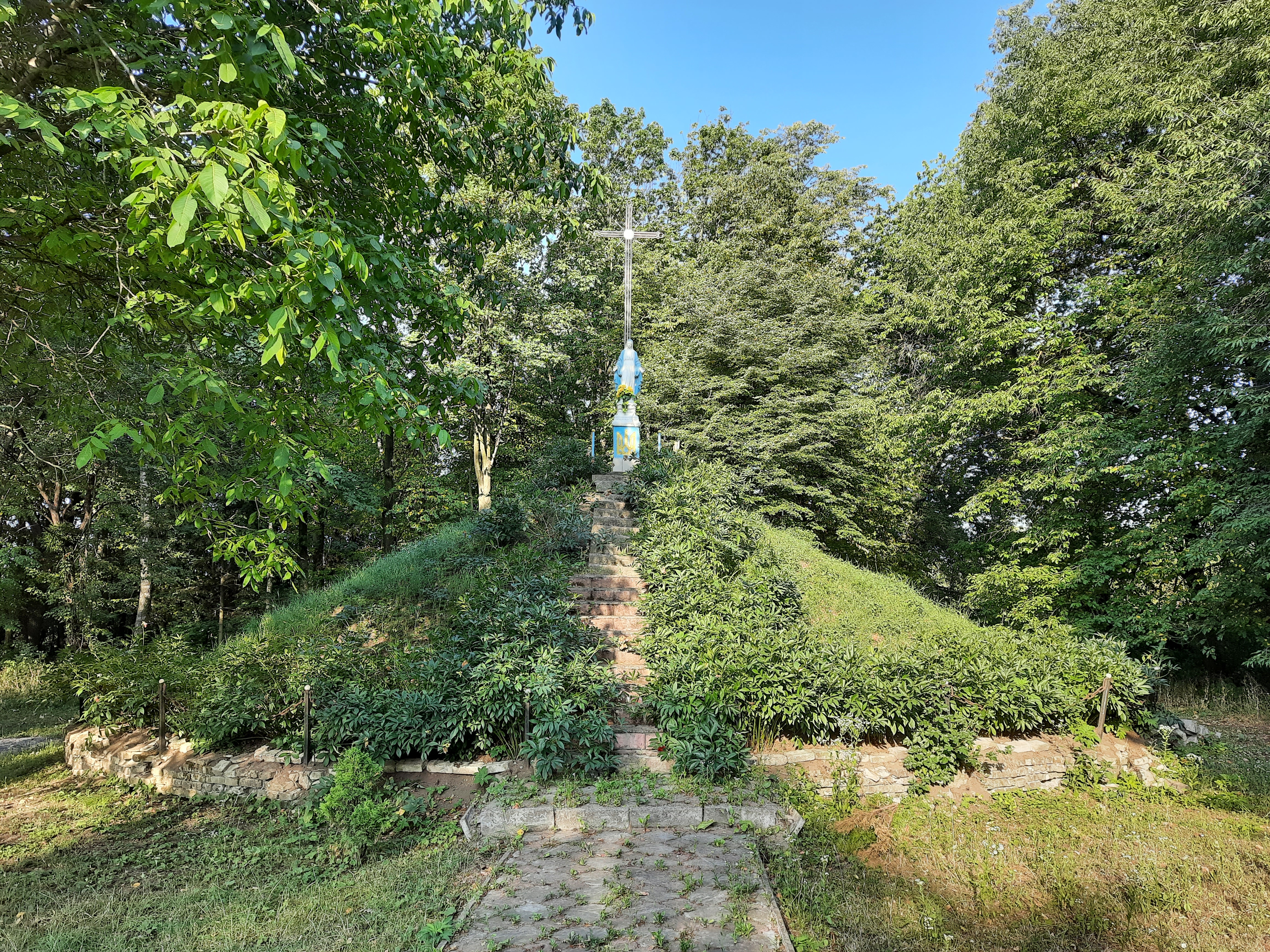
Символічна могила борцям за волю України
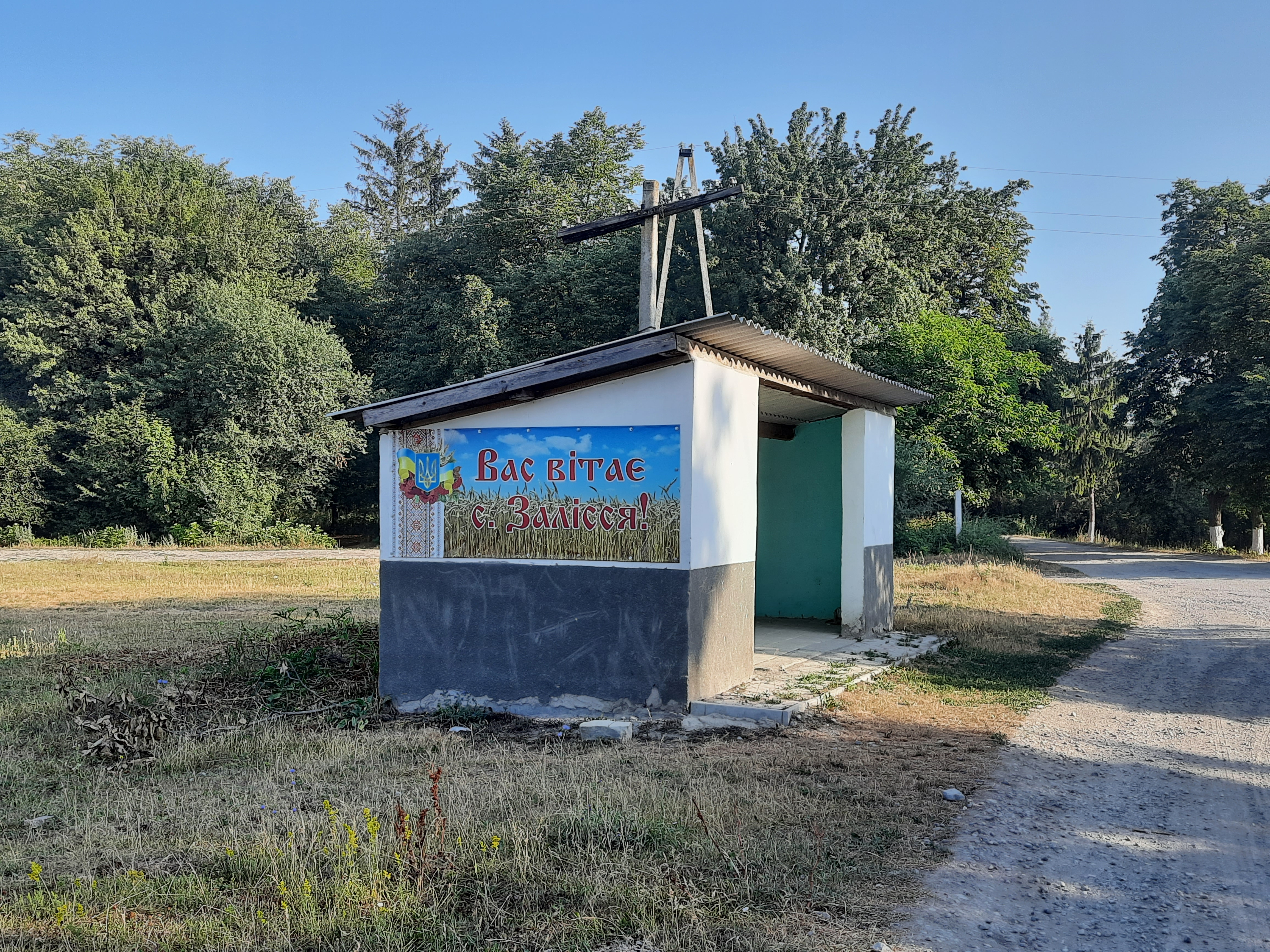
Автобусна зупинка
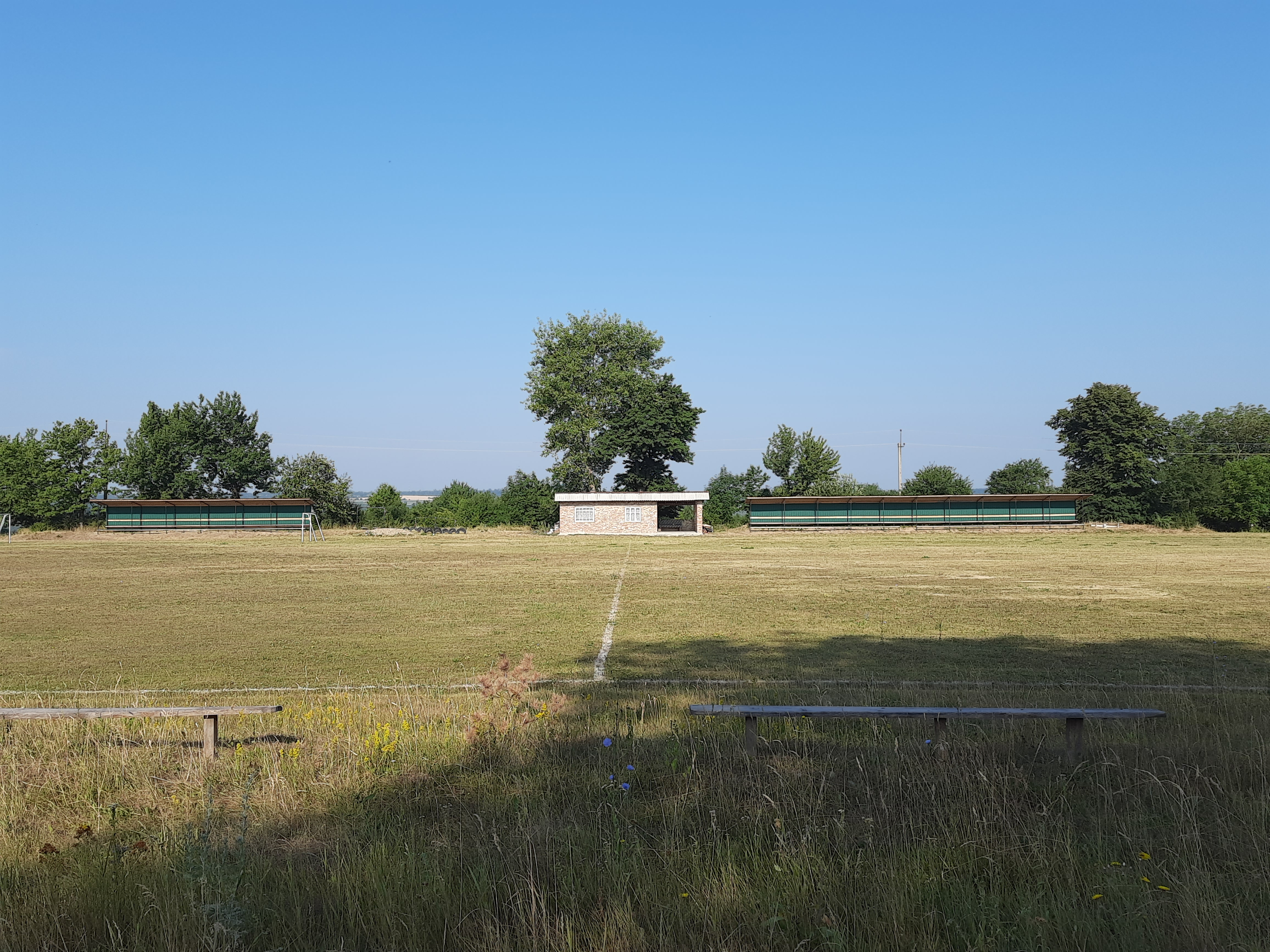
Стадіон